# Ignasi Esteve Bosch
Ignasi Esteve Bosch (Girona, 1963) és un pintor i paisatgista català. Des des la llicenciatura en Belles Arts, el 1986, també desenvolupa tasques docents, primer a l'Estudi d'Art Fita i més tard, a l'Escola de la Dona de la Diputació de Barcelona. Ha participat en nombroses exposicions, individuals i col·lectives, nacionals i internacionals. Com a dissenyador de jardins i del paisatge, després d'obtenir el Màster d'Arquitectura del Paisatge (UPC, 2004), ha dissenyat el paisatge del Molí del Mig de Torroella de Montgrí, els patis de la Facultat de Dret de la Universitat de Girona i el paratge dels Desmais prop del llac de Banyoles, entre d'altres.

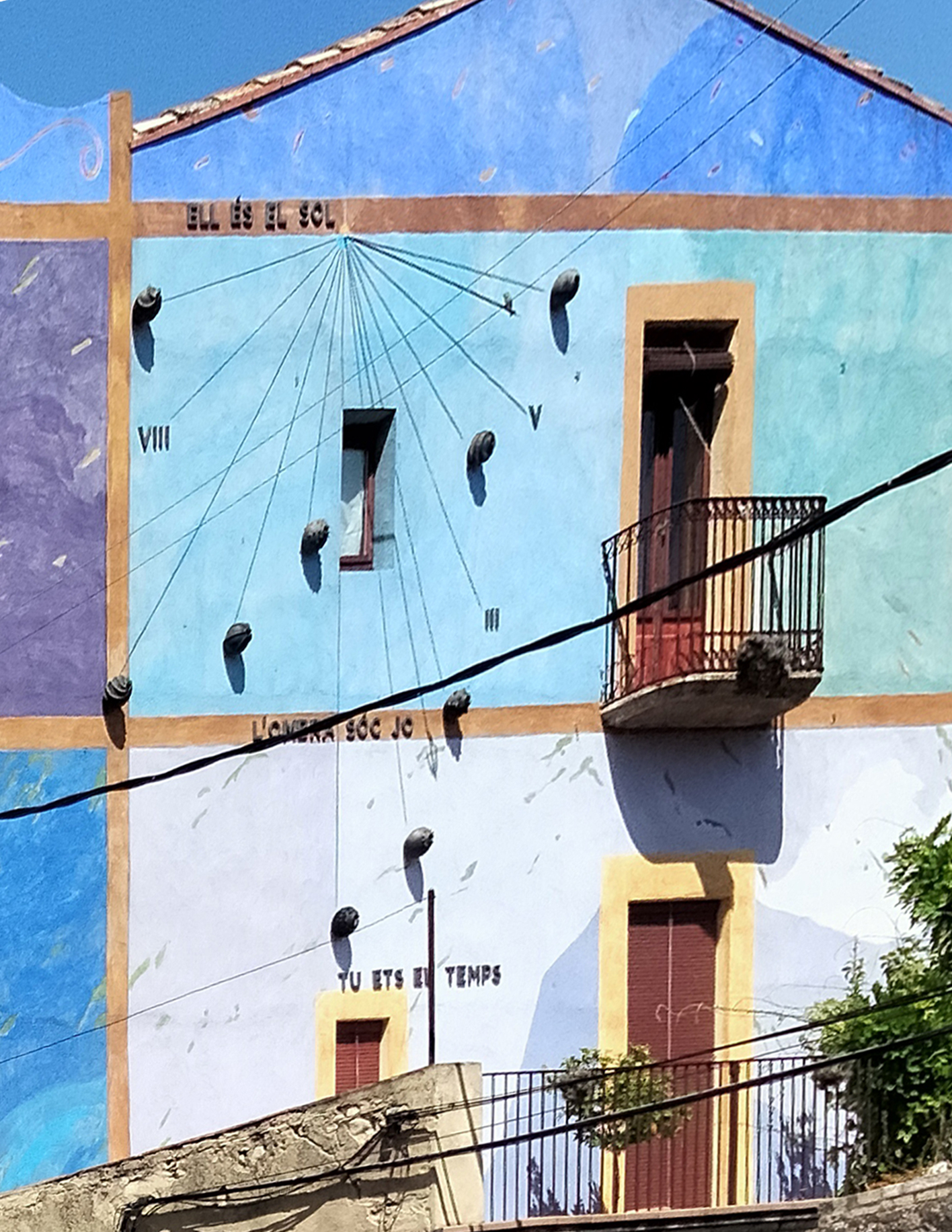
Intervenció pictòrica d'Ignasi Esteve a Can Gustà (Bàscara)

La seva pintura figurativa s'insereix, segons el crític Eudald Camps, "en territoris de ressonàncies arcàdiques i d'un mediterraneisme desacomplexat que troba en la figura humana el seu vehicle més genuí", i segons Amat las Heras es mou en "un univers oníric, ple de suggeriments visuals, d'experiències viscudes o somniades". Els seus colors blaus i taronges són molt característics. Té el seu taller a Can Gustà, un casal noble del segle xix situat a Bàscara. L'Ajuntament de Girona li té obra adquirida.

## Exposicions
Després de participar en diverses mostres d'art jove (Muestra de Arte Joven a Madrid i concurs Art Jove de la Generalitat de Catalunya el 1987) exposa en repetides ocasions a la galeria Expoart de Girona i Barcelona, així com a les fires internacionals de Niça (1988), d'Arco Madridi Cannes el 1989.

### Exposicions individuals
- Galeria Paulus (Alemanya, 1989)[16]
- Galeria Denise Van de Velde (Bèlgica, 1991)[17]
- Penjant, Capella de Sant Roc de Valls, 1994.[18]
- Fundació Planells de Blanes, 2010.[19]
- Provinences, Fundació Valvi de Girona, 2012 (conjuntament amb Merce Ibarz).[20][21]
- La cambra dels símbols, Fundació Fita, 2018 (conjuntament amb Gabriel)[22]
- De redemptione, Centre Cultural la Mercè, Girona, 2020[23][24]

### Exposicions col·lectives
De les mostres col·lectives destaquen Fent una L (Girona, 1987), les biennals de Girona i Valls (1993), Hospital 106, 4t 1a (Barcelona, 1995), Trans Art (Girona i L'Havana, 1999) i la itinerant 55 urnes per la llibertat (2018), entre moltes d'altres. També ha participat en la mostra de land art Art & Gavarres, el 2020, conjuntament amb Laia Escribà.

## Publicacions
- Petit bestiari empordanès (2006): Té origen en una sèrie prèvia de cinc serigrafies amb poemes de Josep Pujol, i un annex de Pere Miquel Parés sobre les races de bestiar autòcton.[29]
- Fites andines (2006): Article sobre el seu viatge de descoberta artística i paisatgística de la serralada andina, de sud a nord.[30]
- El cas estrany d'en Pere Porter (2007): adaptació lliure de David Pujol d'un relat anònim del segle xvii, on s'explica el fet insòlit d'un home anomenat Pere Porter, de la vila de Tordera, que mentre vivia entrà i sortí de l'infern. Amb il·lustracions d'Ignasi Esteve i epíleg de Narcís Figueres.[31]
- Jardins (2019): conjuntament amb Joaquim Puigvert, Rosa M. Gil i Josep Pujol, un llibre dedicat als jardins gironins.[32]
- Llibre d'hores (2020): edició de dibuixos fets durant la pandèmia de Covid-19, el març del 2020.[33]